# 정보보안사령부
미국 육군 정보보안사령부(美國陸軍情報保安司令部, United States Army Intelligence and Security Command (INSCOM))는 미국 육군 군사정보대의 군사첩보 및 방첩 기능사령부이다. 버지니아주 포트 벨보어에 본부를 두고 있으며, 미국 육군의 사령관들과 정부의 정책 결정권자들에게 직접 보고하는 부대(Direct Reporting Unit)이다.

## 개요
INSCOM은 국가안보국과 더불어 미국의 통합된 신호정보 조직이다. 이 곳에 대응하는 다른 군종의 조직은 해군 함대사이버사령부, 공군 제16공군, 해병대 암호화지원대대(MCSB), 해안경비대 정보부가 있으며, 이들은 모두 미국 정보공동체에 속하며 중앙안보국(CSS) 예하 기구로 편성되어 있다.

## 역사

### INSCOM의 설립
육군부는 인간 정보 기관인 정보국(USAINTA)와 신호 정보기관인 육군 보안국(ASA)을 합쳐 첩보보안사령부를 편성하고, 본부를 1977년 1월 1일 새해 첫날, 버지니아주 알링턴 회관에 설치하였다. 마지막 육군보안국장이었던 윌리엄 I. 롤야(William I. Rolya) 준장이 초대 사령관에 임명되었다.
1982년, 제513군사정보단이 뉴저지주 포트 몬머스에서 재소집되었다.

### 냉전의 종료와 재조직화
1989년, 첩보보안사령부는 버지니아주 포트 벨보어로 건너가, 존 퍼싱 장군의 G2(첩보)장교였던 데니스 E. 놀란 소장의 이름을 딴 놀란 빌딩에 본부를 차렸다.
사령부가 포트 벨보어로 이사간 1989년에 바르샤바 조약 기구가 붕괴하고 독일이 통일되면서 소련이 해체되었다. 냉전이 끝났음을 의미하였으며, 소련에 집중되어 있던 첩보전의 방향도 새로운 방향을 찾아야할 시기를 맞이한 것이다.
1991년, 육군첩보국이 폐지되었다. 와 소련 로 것 소련이 사라져 러시아에 민감하게 구분되던 정보가 더는 초첨에 집중할 필요가 없어진 특별보안단은 제902군사정보단으로 재편성되었다.
1992년 6월, 러시아 협회가 폐지되고, 조지 C. 마셜 유럽안보연구소로 인적자원이 옮겨갔다.
1992년 10월 1일, 정보국 본부가 첩보보안사령부로 통합되었다.
1993년, 국방부 장관의 명령으로 인간첩보자산이 국방첩보국의 통제하에 통합되었다. 제66군사정보단은 임시부대로 상태가 조정되고, 파나마에서 제513군사정보여단이 포트 고든으로 이사하여 전략 및 전술적인 첩보자산이 혼합되었다.

### 21세기
2022년 9월 27일, 제902군사정보단을 대체하여 육군방첩사령부(ACIC)가 창설되었다.

## 산하 조직

산하 조직의 인식표
제1정보작전사령부
제116군사정보여단
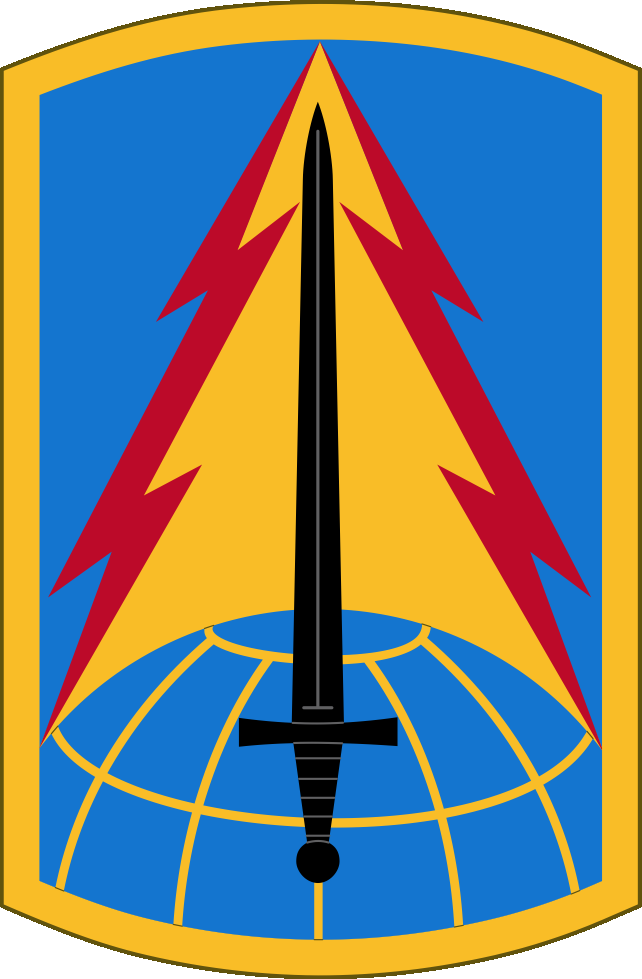
제116군사정보여단
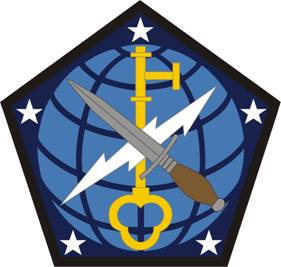
제704군사정보여단
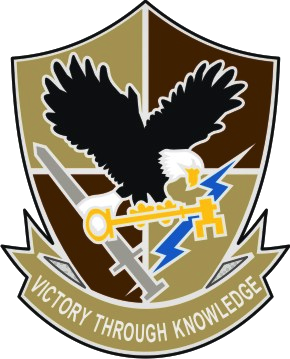
제706군사정보단
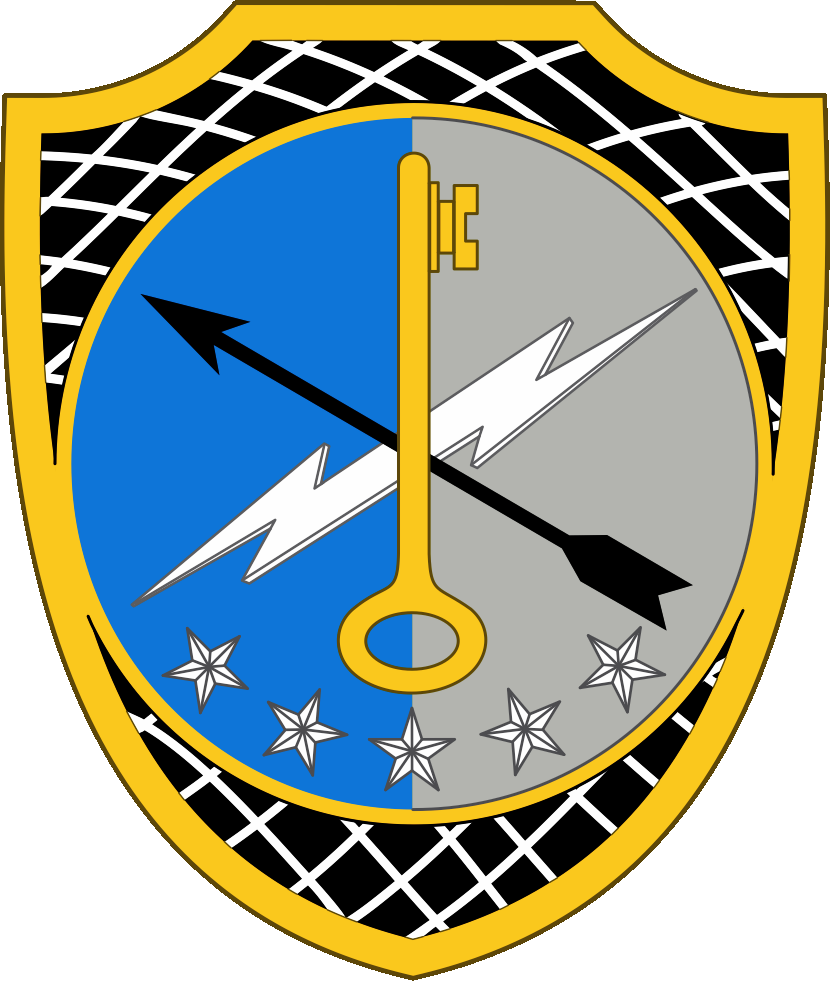
제780군사정보여단
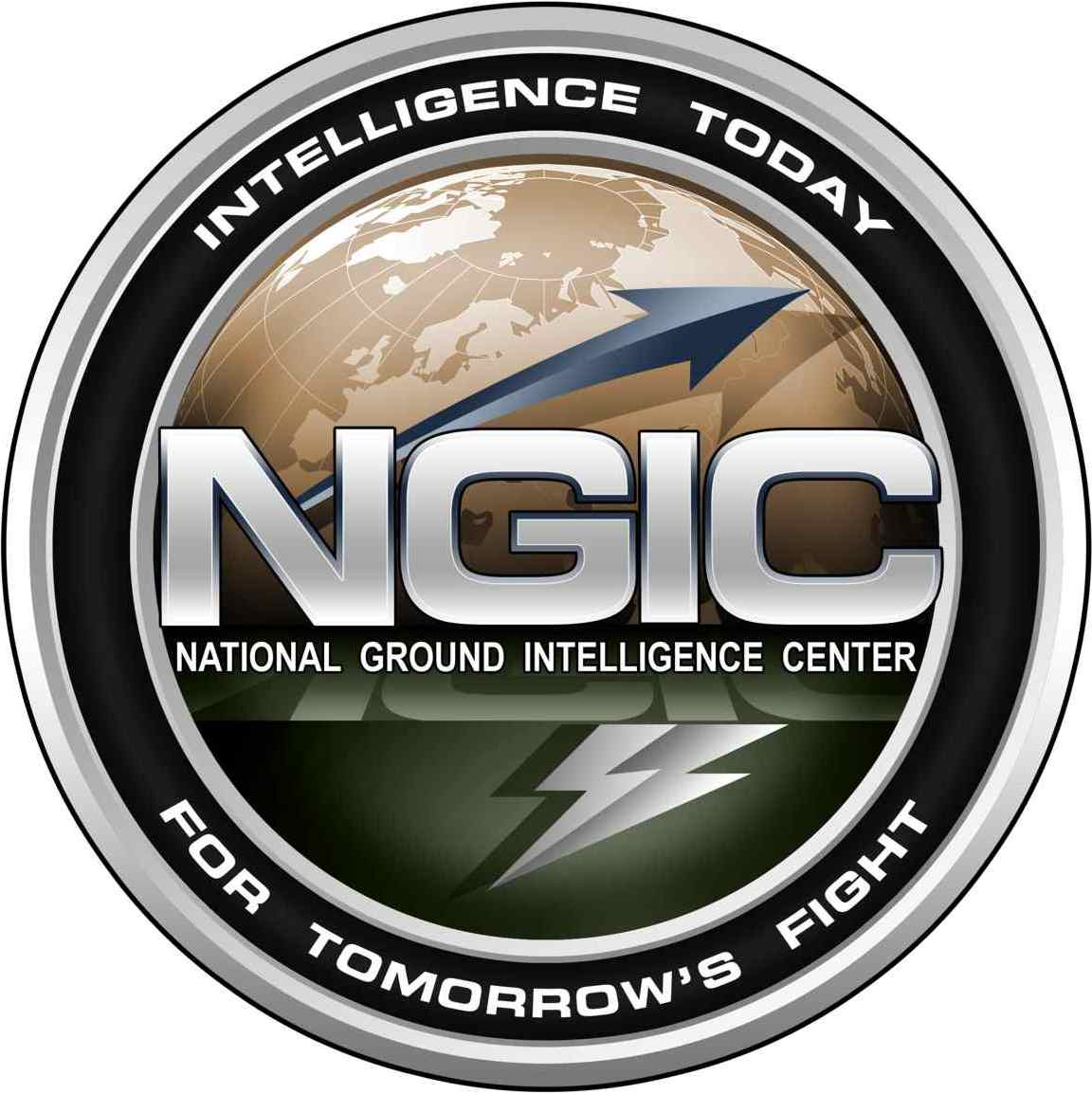
국립지상정보원
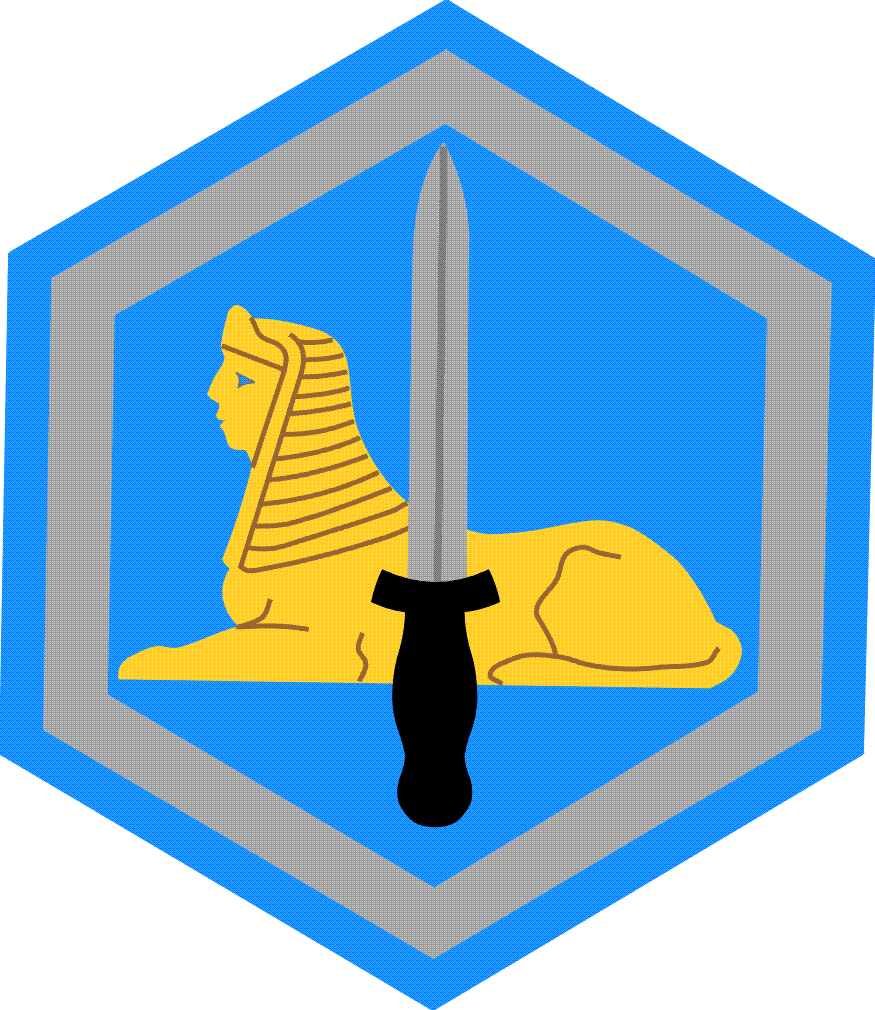
제66군사정보여단
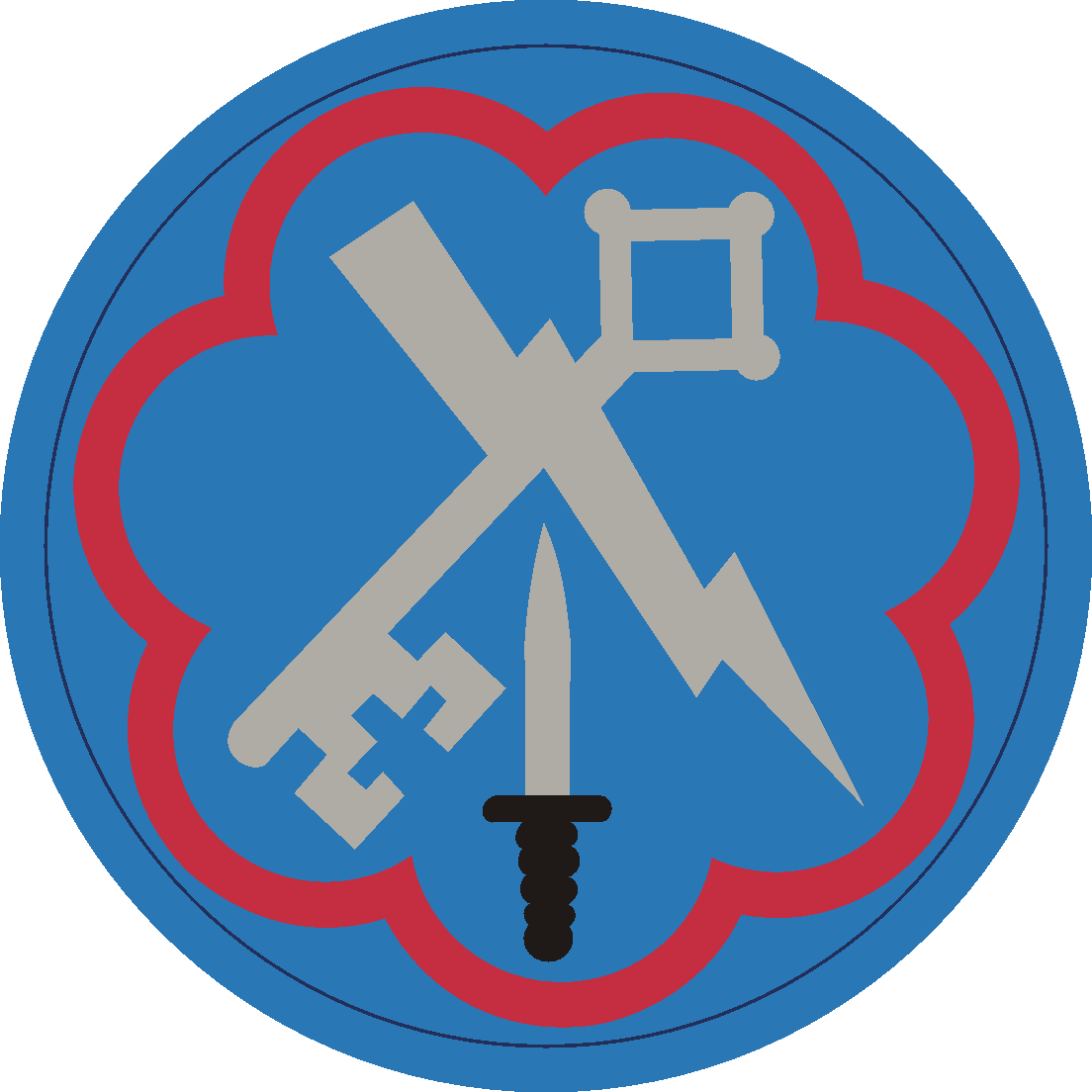
제207군사정보여단
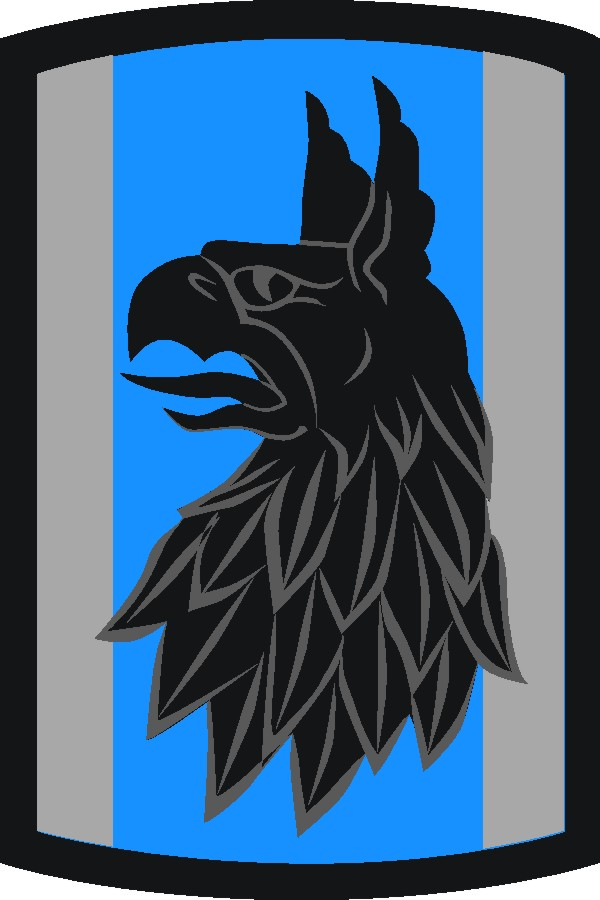
제470군사정보여단
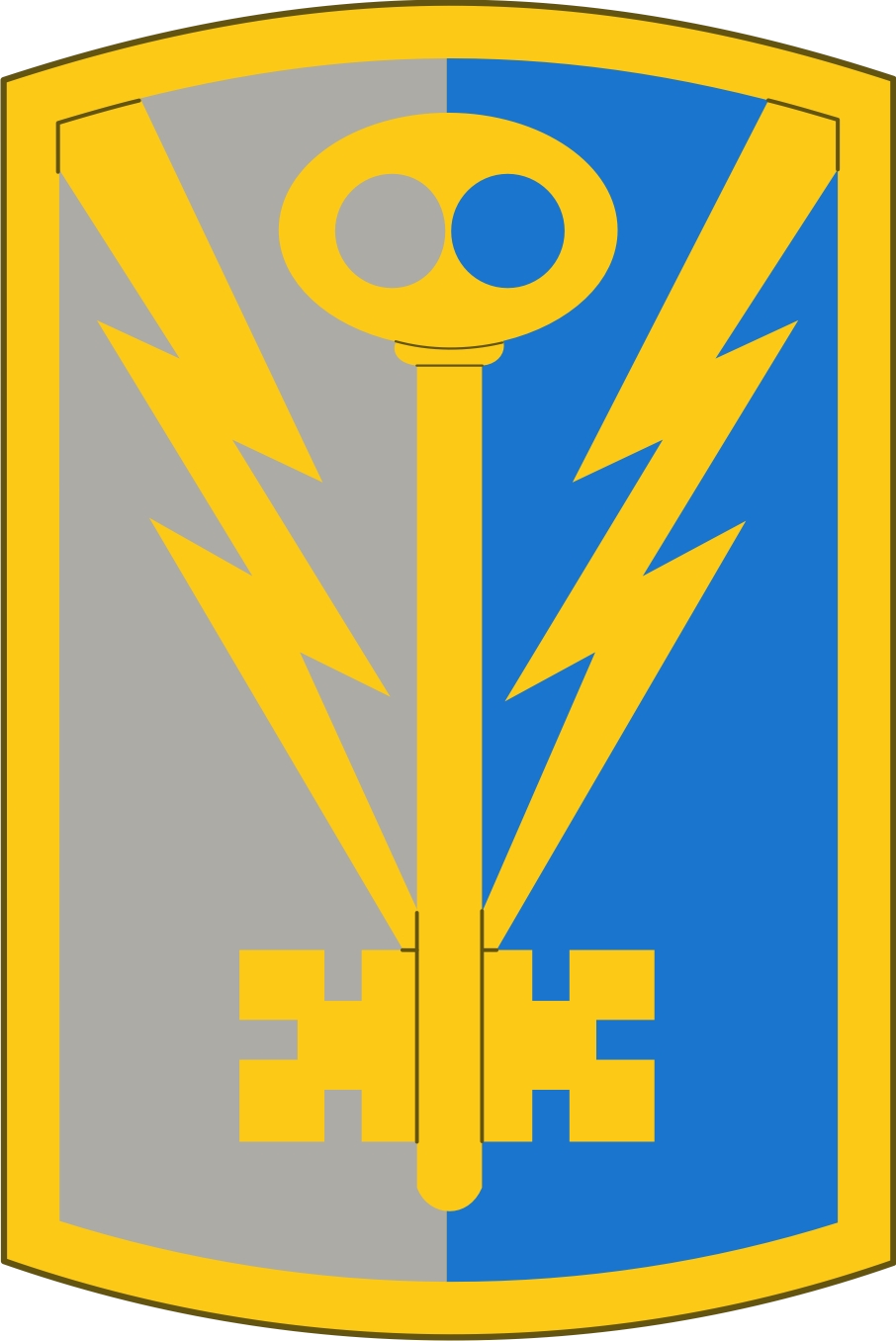
제501군사정보여단
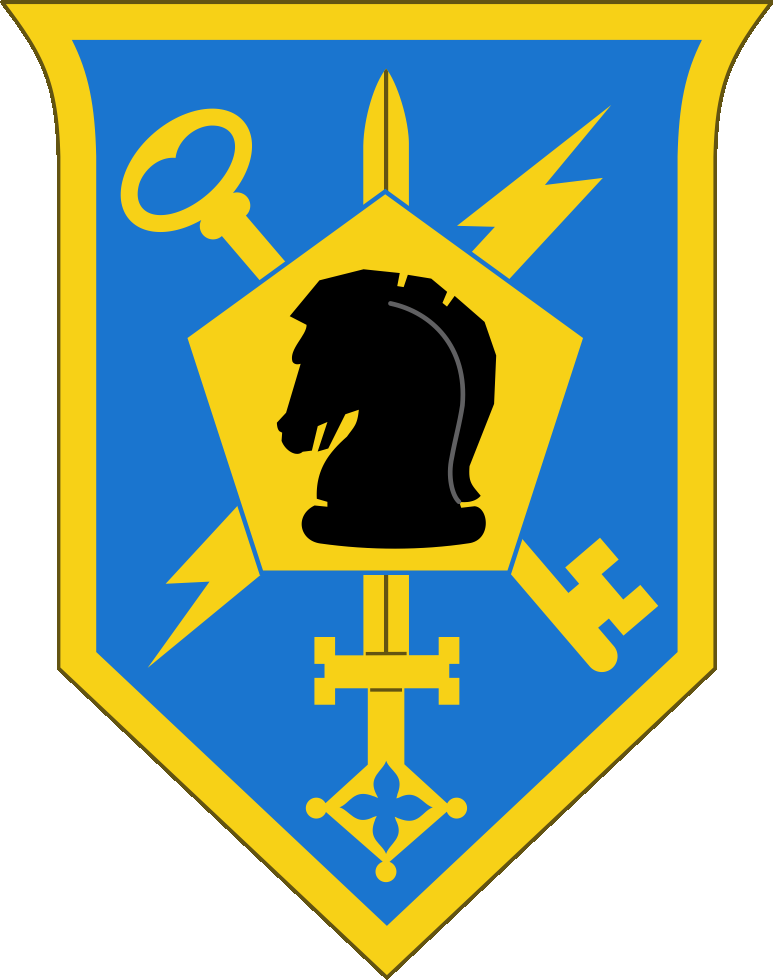
제505군사정보여단
제513군사정보여단

### 현재
- 육군사이버사령부 지원
  - 제1정보작전사령부
  - 제780군사정보여단
- 제116군사정보여단 (첩보 CoE)
- 제116군사정보여단 (항공 정보)
- 제704군사정보여단 (국가안보국)
- 제706군사정보단 (중앙보안부)
- 통합전투사령부 지원
  - 제66군사정보여단 (미국 유럽-아프리카 육군)
  - 제207군사정보여단 (미국 아프리카 육군)
  - 제470군사정보여단 (미국 남부 육군)
  - 제500군사정보여단 (미국 태평양 육군)
  - 제501군사정보여단 (주한 미군)
  - 제505군사정보여단 (미국 북부 육군)
  - 제513군사정보여단 (미국 중부 육군)

- 국가지상정보원
- 육군 야전지원센터 (Army Field Support Center (AFSC))
- 육군 작전단 (Army Operations Group (AOG))

### 이전
- 제108군사정보단
- 제109군사정보단
- 제115군사정보단
- 제205군사정보여단 (제(V)군단)
- 제650군사정보단 (유럽 연합군 최고사령부)
- 제902군사정보단 (방첩)
- 미국 육군 러시아 학회 (United States Army Russian Institute (USARI)); 1947년 ~ 1992년 6월

## 같이 보기
- 미국 군사정보대의 부대 목록
- 군사정보대응사령부, 육군 예비군
- 스타게이트 프로젝트

## 참고
1. ↑  Varga, Deborah J. (2022년 9월 27일). “US Army activates new counterintelligence command” (보도 자료) (영어). U.S. Army public affair office. 2023년 7월 6일에 확인함.